# Stillkissen

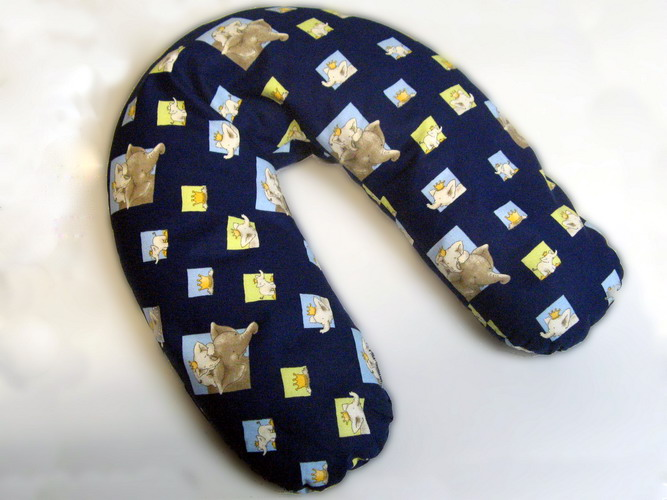
Stillkissen

Ein Stillkissen dient der Stabilisierung der Körperhaltung beim Stillen. Es ist rund und bis zu zwei Meter lang. Neben der Funktion zum Stillen kann es von Mutter und Kind noch auf weitere Arten genutzt werden. Etwa zum Lagern des Babys, als Bettumrandung oder als Stabilisierung für erste Sitzversuche des Babys.

## Anwendung
In aufrechter Sitzhaltung wird das Kissen um den Bauch geschlungen oder auf die Beine gelegt. So entsteht eine Ablage, auf der das Baby beim Stillen bequem liegen kann. Zudem liegt das Baby direkt an der Brust und kann diese ideal entleeren. Die Mutter hat somit die Hände frei und entlastet ihren Rücken. 
Neben der Anwendung als Stillkissen gibt es weitere Nutzungsmöglichkeiten.
Eine weitere Anwendungsmöglichkeit besteht darin, mit Hilfe des Stillkissens die eigene Liege- oder Sitzposition während der Zeit der Schwangerschaft zu stabilisieren. 
Das Neugeborene kann in einem Stillkissen je nach Form auch gelagert werden. Ebenso ist eine Nutzung als Bettumrandung möglich.
Ältere Babys können das Stillkissen als Stabilisierung bei ersten Sitzversuchen nutzen. 
Viele Babys behalten ihre Stillkissen bis ins Kindesalter im Bett.

## Materialien
Stillkissen werden zumeist aus Baumwollstoffen angeboten. Gelegentlich finden sich auch Kissen mit weichen Bezügen aus Jersey oder Nicky. Als Füllmaterial werden EPS oder EPP am häufigsten genutzt. Der Kunststoff ist sehr leicht und waschbar. Die kleinen Kügelchen sind leicht zu verteilen und geben viel Stabilität. Seltener kommen Naturmaterialien wie etwa Dinkelspelzen vor.

## Formen
Stillkissen gibt es inzwischen in vielen verschiedenen Formen und Größen. In Deutschland sind große, bananenförmige Stillkissen am Häufigsten. Diese werden ergänzt durch kleinere Stillkissen, die lediglich den Einsatz als reines Stillkissen ermöglichen.
Die Formen und die jeweiligen Rundungen sind unterschiedlich. Von ganz geraden Kissen, Stillkissen in 'Bananenform' bis zu ganz rund geschnittenen Kissen.